# جنگل شهری

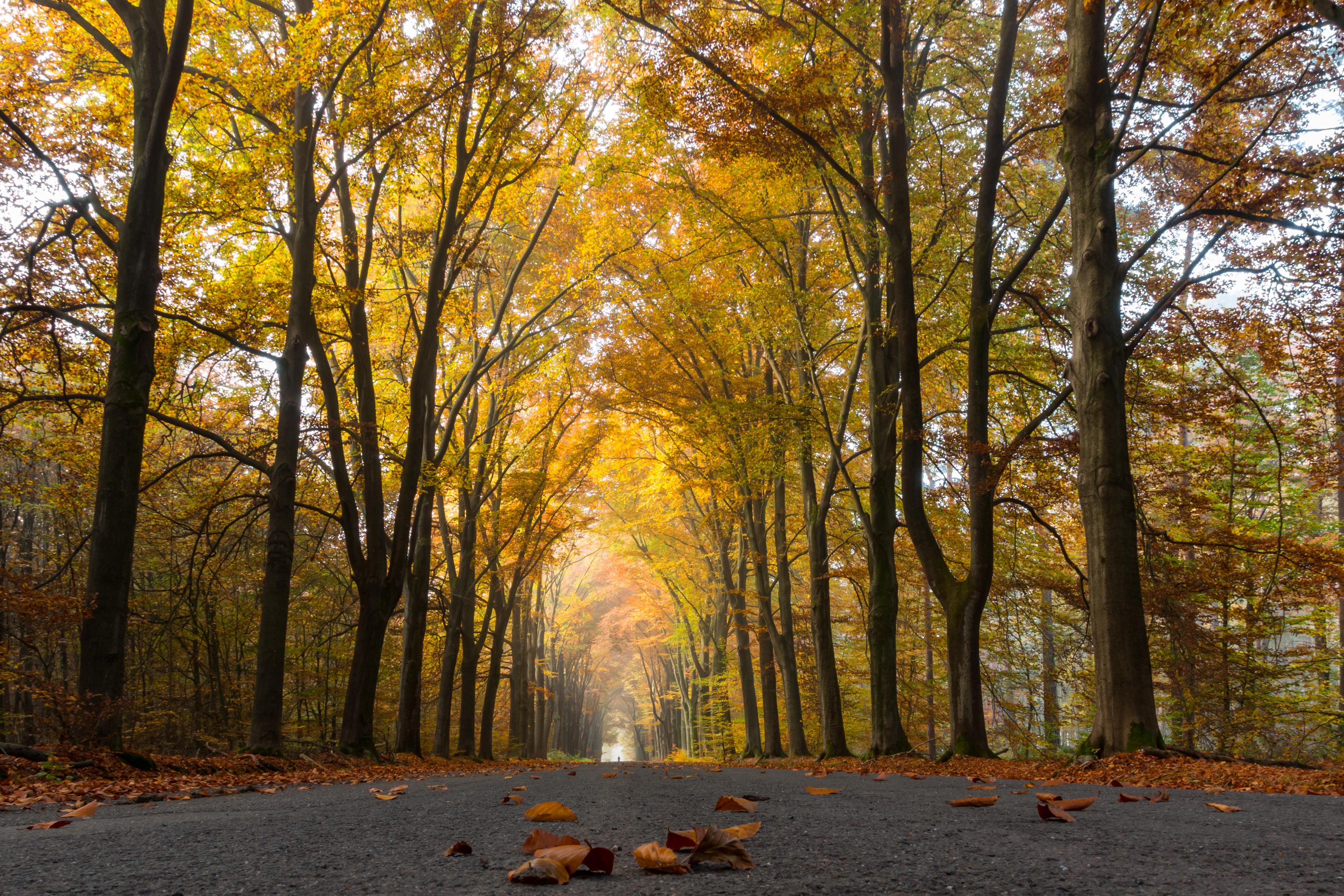
این کوچه درختان در نوردراین-وستفالن آلمان، نمونه‌ای از پدیده‌ای به نام «سایبان‌های بوسه‌زن» است که در آن سایبان‌های درختان خیابانی تا تمام طول جاده امتداد می‌یابند و در نتیجه سایه‌ای لکه‌دار در کل مسیر ایجاد می‌کنند.

جنگل شهری به جنگل یا مجموعه‌ای از درختان گفته می‌شود که درون یک شهر، شهرک یا حومه رشد می‌کنند. در معنای گسترده‌تر، این اصطلاح می‌تواند شامل هر نوع پوشش گیاهی چوبی باشد که در داخل یا اطراف سکونت‌گاه‌های انسانی رشد می‌کند. برخلاف پارک‌های جنگلی که اکوسیستم آن‌ها اغلب از بازمانده‌های مناطق طبیعی به‌جا مانده‌اند، جنگل‌های شهری معمولاً فاقد امکاناتی مانند سرویس‌های بهداشتی عمومی، مسیرهای آسفالت‌شده یا حتی مرزهای مشخص هستند که از ویژگی‌های معمول پارک‌ها به‌شمار می‌آید. مراقبت و مدیریت جنگل‌های شهری «جنگل‌داری شهری» نامیده می‌شود. جنگل‌های شهری می‌توانند مالکیت عمومی یا خصوصی داشته باشند. برخی جنگل‌های شهرداری ممکن است در خارج از محدوده شهر یا شهرکی که به آن تعلق دارند، قرار داشته باشند.
جنگل‌های شهری نقش مهمی در بوم‌شناسی زیستگاه‌های انسانی ایفا می‌کنند. فراتر از زیباسازی محیط شهری، این جنگل‌ها مزایای بسیاری دارند؛ از جمله تأثیرگذاری بر اقلیم و اقتصاد، فراهم کردن پناهگاه برای حیات وحش، و ایجاد فضاهای تفریحی برای ساکنان شهر.

## مثال

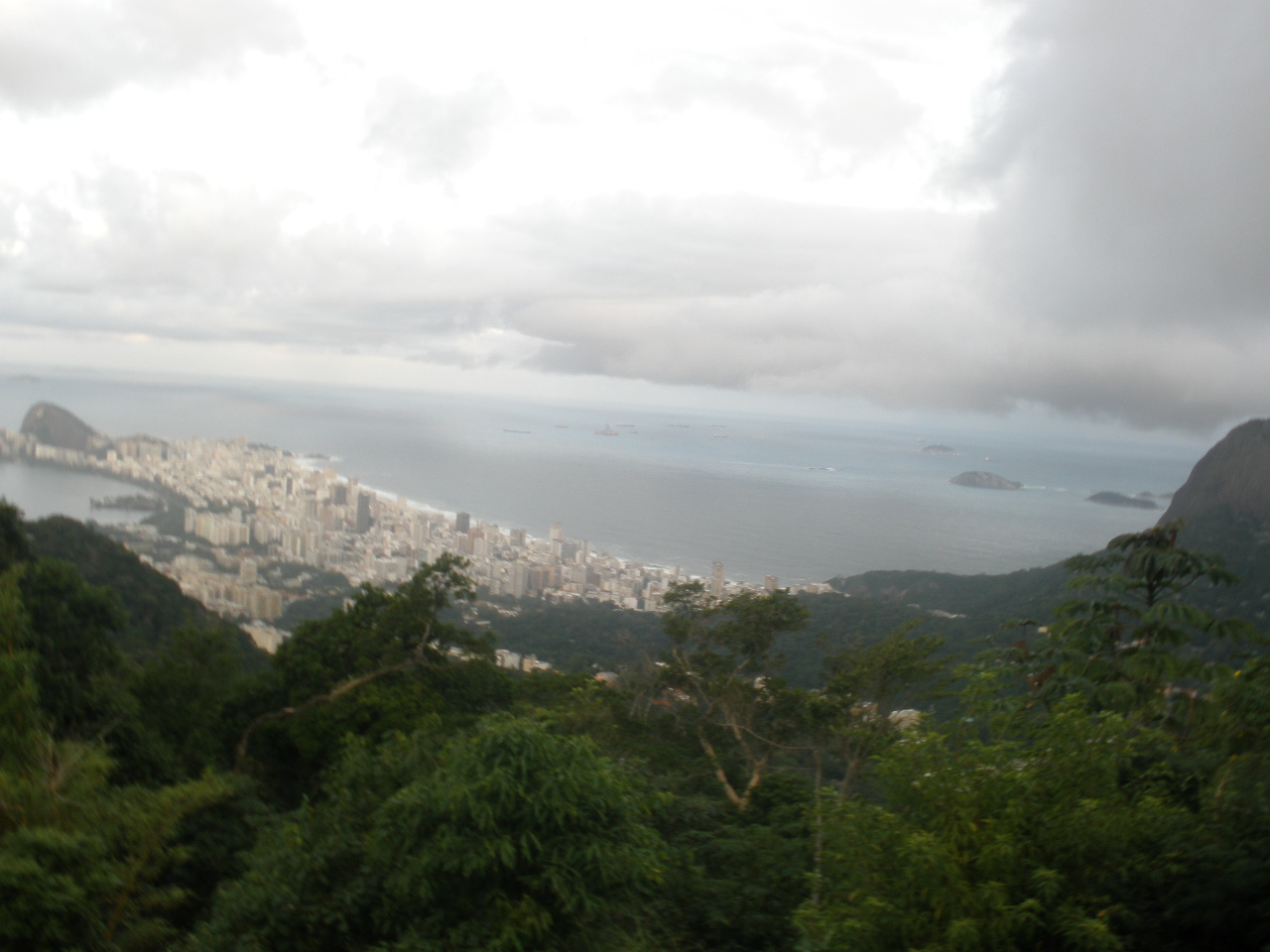
جنگل تیجوکا در ریودوژانیرو، برزیل

در بسیاری از کشورها، درک اهمیت بوم‌شناسی طبیعی در جنگل‌های شهری رو به افزایش است. پروژه‌های متعددی در حال اجرا هستند که با هدف بازسازی و حفظ اکوسیستم‌ها انجام می‌شوند. این اقدامات دامنه‌ای گسترده دارند؛ از حذف ساده جمع‌آوری برگ‌ها و حذف گونه‌های مهاجم گرفته تا بازگرداندن کامل گونه‌های بومی و احیای اکوسیستم‌های ساحلی.
برخی منابع ادعا می‌کنند که بزرگ‌ترین جنگل شهری مصنوعی جهان در ژوهانسبورگ در آفریقای جنوبی واقع شده است. این شهر در هایولد، یک زیست‌بوم علفزار که معمولاً فاقد تعداد زیادی درخت است، واقع شده است، با این حال ژوهانسبورگ هنوز شهری با جنگل‌های بسیار متراکم است که طبق گزارش‌ها ۱۰ میلیون درخت مصنوعی کاشته شده دارد و به عنوان هشتمین شهر با بیشترین پوشش درختی در جهان رتبه‌بندی شده است.

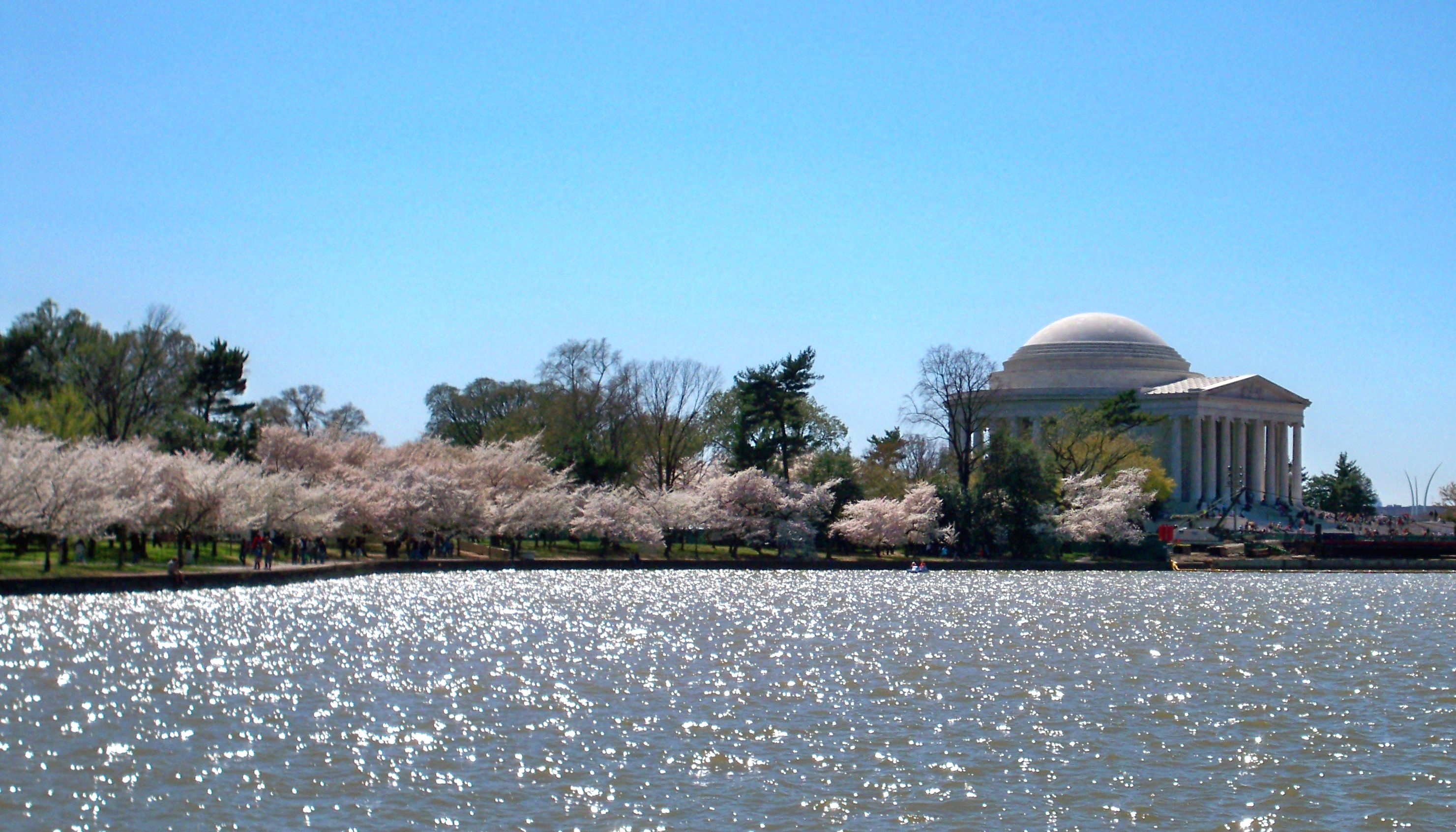
شکوفه‌های گیلاس در امتداد حوضه جزر و مدی در واشینگتن دی سی

ریودوژانیرو همچنین محل قرارگیری دو تا از وسیع‌ترین جنگل‌های شهری جهان است که یکی از آنها توسط برخی منابع بزرگ‌ترین جنگل شهری در نظر گرفته می‌شود. جنگل تیجوکا معروف‌ترین آنهاست. این طرح به عنوان یک سیاست احیا در سال ۱۸۴۴ برای حفظ بقایای طبیعی جنگل و کاشت مجدد در مناطقی که قبلاً برای شکر و قهوه پاکسازی شده بودند، آغاز شد. با وجود شهرت جهانی جنگل تیجوکا، جنگل دیگری در همان شهر تقریباً سه برابر همسایه برجسته‌تر خود وسعت دارد: پارک ایالتی پدرا برانکا ۱۲۵۰۰ هکتار (۳۰۸۸۸ هکتار) از زمین‌های شهر را اشغال می‌کند، در حالی که تیجوکا ۳۹۵۳ هکتار (۹۷۶۸ هکتار) مساحت دارد. منطقه شهری بزرگتر، جنگل‌هایی را احاطه کرده است که آب و هوای مرطوب را تعدیل کرده و منابع تفریحی را برای ساکنان شهر فراهم می‌کند. این مناطق به همراه هفت واحد حفاظت‌شدهٔ کوچک‌ترِ دیگر در شهر که تحت حفاظت کامل هستند، یک منطقهٔ طبیعی وسیع را تشکیل می‌دهند که شامل مسیر پیاده‌روی ۱۸۰ کیلومتری Transcarioca Trail می‌شود.

## تأثیر محیطی
جنگل‌های شهری نقش مهمی در بهبود شرایط زیست‌محیطی شهرهای خود دارند. آن‌ها با تعدیل اقلیم محلی، کاهش سرعت باد و روان‌آب بارندگی، و فیلتر کردن هوا و نور خورشید، تأثیرگذار هستند. یکی از کارکردهای حیاتی آن‌ها، کاهش اثر جزیره گرمایی شهری است که می‌تواند به کاهش تعداد روزهای آلوده به ازون– که در ماه‌های اوج گرمای تابستان، گریبان‌گیر شهرهای بزرگ می‌شود – کمک کند.